# Păr pubian
Părul pubian este părul reprezintă totalitatea firelor de păr care se găsesc în zona genitală a oamenilor, adolescenți și adulți. Părul este situat în jurul organelor sexuale, deasupra acestora și uneori în partea anterioară a coapselor. În regiunea pubiană din jurul osului pubis, este cunoscut sub numele de petic pubian. 
Părul pubian acoperă suprafața scrotului la bărbat și pielea vulvei (inclusiv muntele lui Venus și labiile mari) la femeie. 

## Dezvoltare
Deși părul fin, păr vellus, este prezent în zona perineală și genitală încă din copilărie, părul pubian, considerat a fi mai des, mai lung și mai grosier, se dezvoltă în perioada pubertății, ca efect al creșterii nivelului de androgeni (testosteron) la bărbați și estrogeni la femei.
Părul pubian diferă de celelalte tipuri de păr ale corpului și este o caracteristică sexuală secundară. Unele culturi consideră prezența părul pubian ca ceva erotic.Există, de asemena, culturi în care părul pubian este asociat cu organele genitale, pe care atât bărbații, cât și femeile sunt de așteptat să fie în permanență acoperite. 
În unele culturi, este normal ca părul pubian să fie îndepărtat prin epilare totală, în special la femei. Practica este privită ca o parte a igienei personale. În același timp, expunerea părului pubian (de, exemplu, atunci când poartă un costum de baie) poate fi considerată neestetică sau jenantă și, prin urmare, este tuns sau altfel decorat pentru a nu fi vizibil. 
Fetișismul părului pubian (pubephilia) reprezintă situația când o persoană se excită sexual la vederea sau pipăirea părului pubian uman.

## Diferențiere după sex

### Femeie

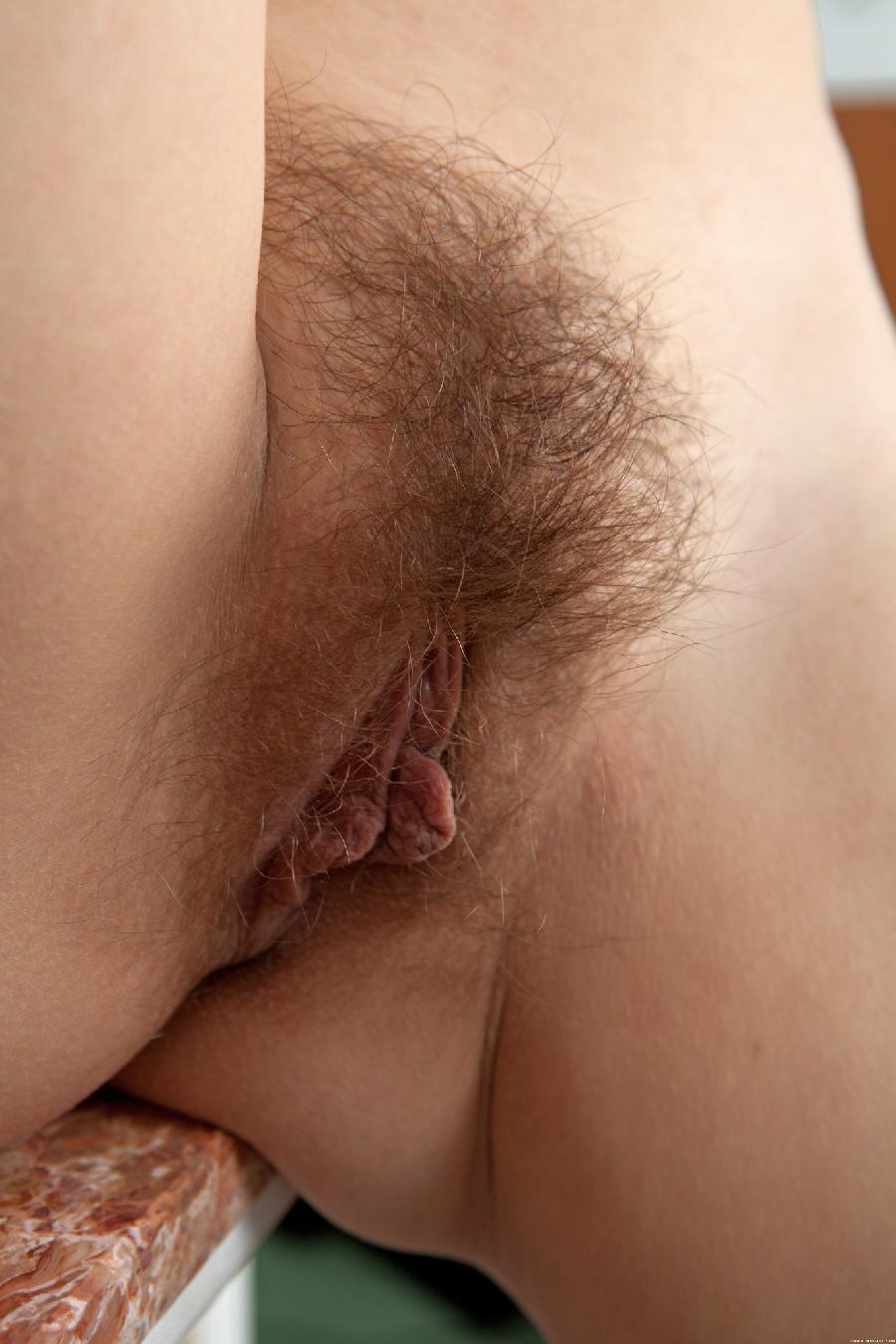
Părul pubian la femeie

Apariția și dezvoltarea părului pubian la femeie - scala Tanner

Părul pubian se formează ca răspuns la nivelurile crescânde de testosteron atât la fete, cât și la băieți. Acei foliculi de păr ce sunt localizați și stimulați în zonele sensibile la androgeni dezvoltă părul pubian.  Scala Tanner descrie și cuantifică dezvoltarea părului pubian. Înainte de debutul pubertății, zona genitală a băieților, cât și a fetelor are părul fin (păr vellus) (stadiul 1).  La debutul pubertății, organismul produce niveluri crescânde ale hormonilor sexuali, iar ca răspuns, pielea zonei genitale începe să producă păr mai gros și mai aspru, de cele mai multe ori fiind și cârlionțat și având o rată de creștere mai rapidă.   Debutul dezvoltării părului pubian este denumit pubescență .

### Bărbat
La bărbați, primul păr pubian apare sub forma câtorva fire rare care sunt de obicei subțiri pe scrot sau la baza superioară a [[penis 
uman|penisului]] (stadiul 2). Peste un an, părul din jurul penisului este abundent (stadiul 3). În termen de 3 până la 4 ani, părul umple zona pubiană (stadiul 4) și devine mult mai gros și mai negru, iar după la 5 ani, de la debutul pubertății, se extinde până la coapse și în sus pe abdomen, spre ombilic (stadiul 5). 

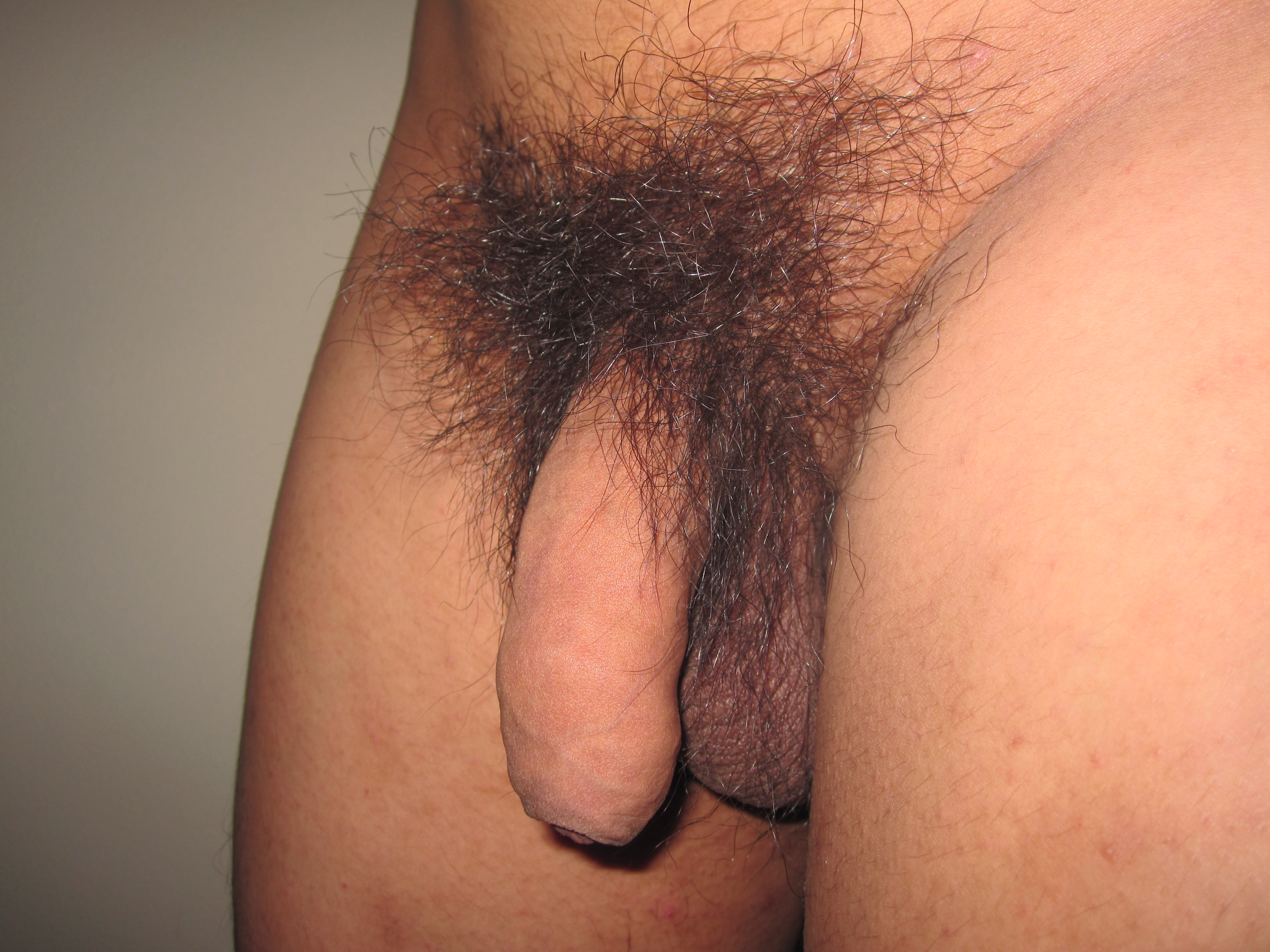
Părul pubian la bărbat

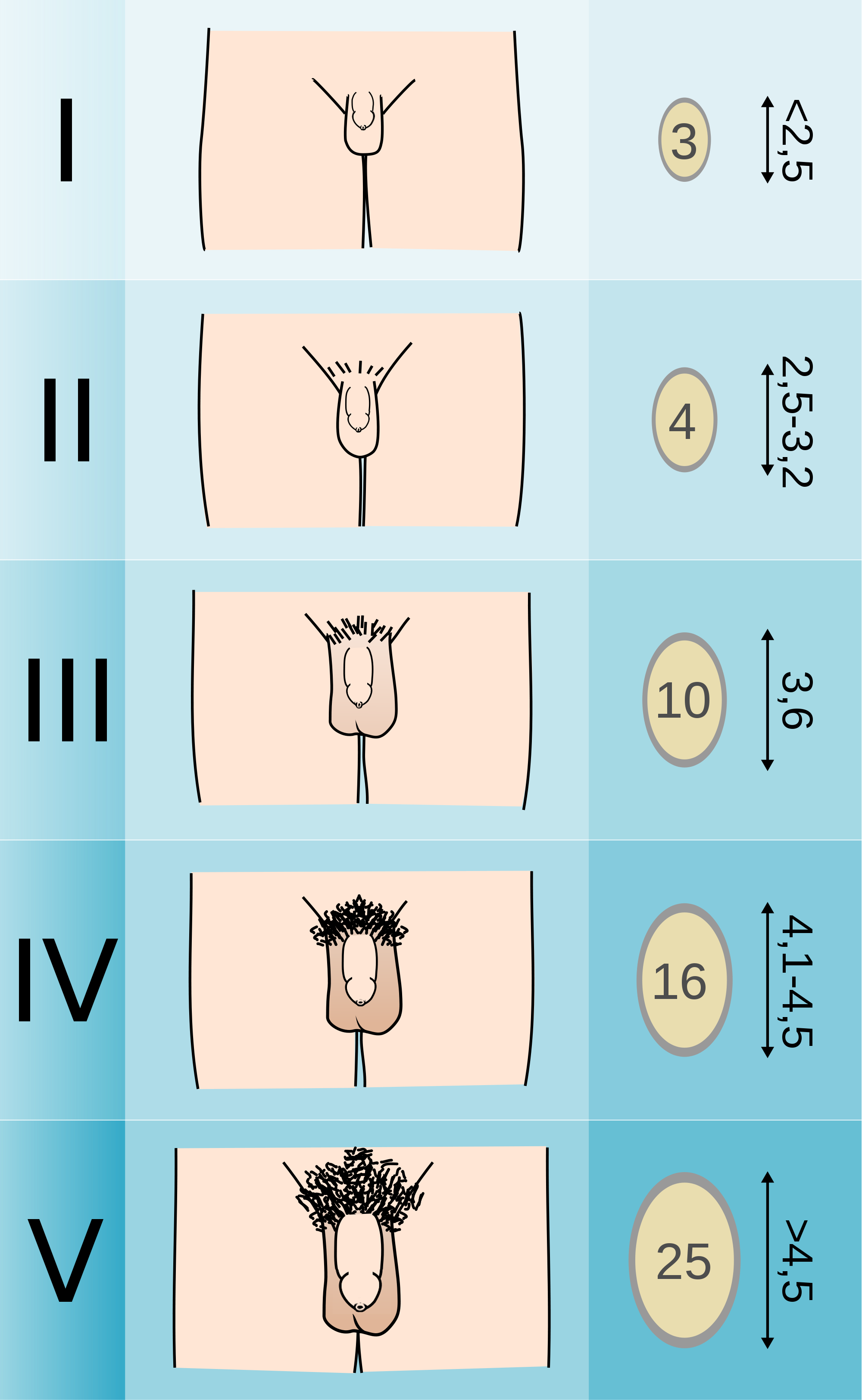
Apariția și dezvoltarea părului pubian la bărbat - scala Tanner

Și alte zone ale pielii sunt, în mod similar, sensibilizate de hormonii androgeni, însă părul apare ceva mai târziu. În perioada de maximă producție de hormoni androgini, părul de tip androgin apare la subsuori (axile), în zona perianală, pe buza superioară, pe zonele preauriculare (perciunii), pe zone periareolare (sfârcurile), pe mijlocul pieptului, al gâtului, sub bărbie, pe restul pieptului și pe barbă, pe membre și umerii, pe spatele și fesele. Deși în general este considerată parte a procesului de pubertate, pubescența este distinctă și independentă de procesul de maturare a gonadelor care duce la maturizare sexuală și fertilitate. Părul pubian se poate dezvolta de la hormonii androgini suprarenali și se poate dezvolta chiar și atunci când ovarele sau testiculele sunt atrofiate și nefuncționale. Există puține diferențe, dacă există, în capacitatea corpurilor masculine și feminine de a crește părul ca răspuns la hormonii androgini. 
Părul pubian și părul de la sub braț pot varia în mod considerabil în raport cu părul scalpului. La majoritatea oamenilor, este mai întunecat, deși poate fi și mai deschis. În majoritatea cazurilor, culoarea este cea mai asemănătoare cu sprâncenele unei persoane. 
Textura părului variază de la bine ondulat până la complet drept, neapărat corelându-se cu textura părului scalpului.   Oamenii din moștenirea Asiei de Est tind să aibă părul pubian drept și ondulat. 
Modelele de păr pubian pot varia în funcție de rasă și etnie.  Modelele de păr pubian, cunoscut sub numele de escutcheon, variază între sexe. La majoritatea femeilor, peticul pubian este triunghiular și se află deasupra vulvei și a muntelui pubian. La mulți bărbați, peticul pubian se orientează în sus spre o linie de păr îndreptat spre ombilic (păr abdominal), formând aproximativ un triunghi orientat în sus. Ca și în cazul părului axilar, părul pubian este asociat cu o concentrație a glandelor sebacee din zonă.

## Semnificație clinică

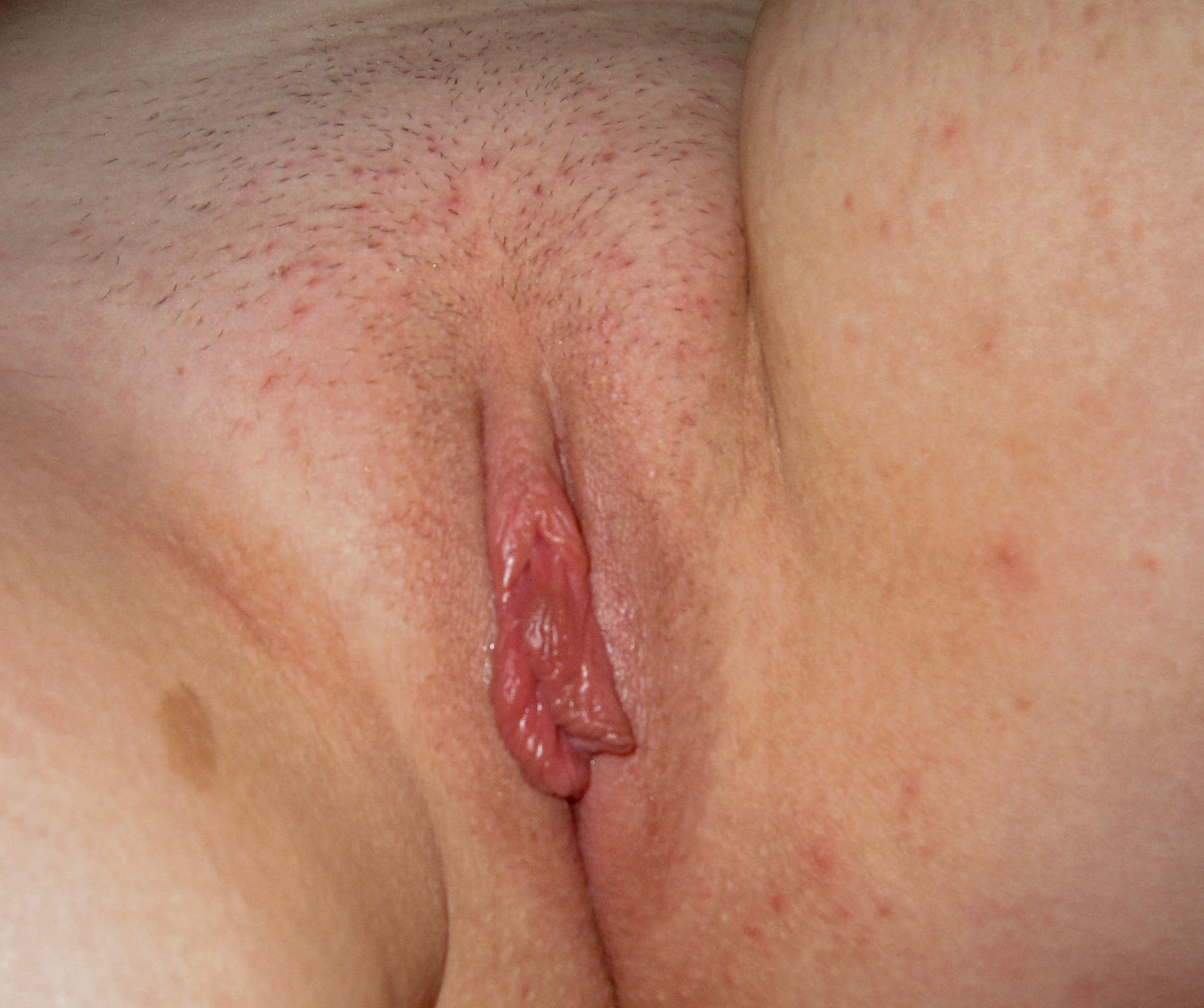
Foliculita pe muntele pubian și pe coapsa interioară, tipică după bărbieritul zonei pubiene

Părul pubian poate fi infestat de păduchele pubian . Păduchii pubieni adulți sunt de 1,1–1,8 millimetrui (0,043–0,071 in) lungime. Părul pubian poate găzdui, de obicei, până la o duzină în medie. Păduchii pubieni se găsesc de obicei atașați de păr în zona pubiană, dar uneori se găsesc și pe părul grosier din altă parte a corpului (de exemplu, sprâncene, gene, barbă, mustață, piept, axile etc.). Păduchii de crab se atașează de părul pubian care este mai gros decât cel de pe corp, deoarece ghearele lor sunt adaptate diametrului specific al părului pubian.  Infestările cu păduchi pubieni (pitiriza) sunt de obicei răspândite prin contact sexual .   Puiul de crab poate călători până la 10 centimetri pe corp. Infestarea cu păduchi pubieni se găsește la nivel mondial și apare la toate rasele și grupurile etnice și la toate nivelurile economice. Păduchii pubieni sunt de obicei răspândiți prin contact sexual și sunt mai frecvenți la adulti. Ocazional, păduchii pubieni pot fi răspândiți și prin contact personal strâns sau prin contact cu articole precum îmbrăcăminte, lenjerii de pat și prosoape care au fost folosite de o persoană infestată.  Păduchii pubieni găsiți pe capul sau genele copiilor pot fi un indiciu al expunerii sau abuzului sexual. Păduchii pubieni nu transmit boli; cu toate acestea, infecția bacteriană secundară poate apărea de la scărpinatul pielii. Sunt mult mai mari în comparație cu păduchii de cap și corp. Adulții se găsesc doar pe gazda umană și necesită sânge uman pentru a supraviețui. Adulții pot trăi fără gazda umană decât 24-48 de ore, fără a se alimenta cu sânge. 
Simptomele unei infecții cu păduchi de crab în zona pubiană sunt mâncărimi intense, roșeață și inflamație. Aceste simptome determină o circulație crescută către pielea regiunii pubiene creând un mediu bogat în sânge pentru păduchiul de crab. Infestarea cu păduchi pubieni poate fi, de asemenea, diagnosticată prin identificarea prezenței găurilor sau a ouălor pe părul pubian.  În decembrie 2016, NPR a raportat că "îndepărtarea frecventă a părului pubian este asociată cu un risc crescut pentru herpes, sifilis și papilomavirus uman".  Cu toate acestea, comunitatea medicală a observat, de asemenea, o creștere recentă a foliculitei sau a infecției în jurul foliculului de păr, la femeile care folosesc ceară sau se bărbieresc în zona pubiană.  Unele dintre aceste infecții se pot transforma în abcese mai grave care necesită incizie cu un bisturiu, drenarea abcesului și antibiotice. Staphylococcus aureus este cea mai frecventă cauză de foliculită.  Arsurile pot rezulta atunci când se utilizează ceară depilatoare, chiar și în conformitate cu instrucțiunile producătorului. 
Îngrijirea cosmetică a părului pubian a fost asociată cu vătămarea și infecția. Se estimează că aproximativ 1/4 din cei ce au efectuat îngrijire cosmetică curentă a zonei pubiene au suferit cel puțin o vătămare pe viață din cauza îngrijirii părului pubian.  Îngrijirea cosmetică este asociată, de asemenea, cu boli cu transmitere sexuală cutanată, precum și a negilor genitali, a sifilisului și a herpesului. 

## Societate și cultură
La pubertate, multe fete consideră că apariția bruscă a părului pubian este deranjantă și, uneori, murdară, deoarece în multe cazuri, fetele tinere au fost marginalizate de familiile lor și de societate din cauza părului pubian.  Pe de altă parte, băieții tineri nu tind să fie deranjați în mod similar de dezvoltarea părului lor pubian, de obicei, aceștia văzând părul corporal la tații lor.  Cu toate acestea, la un băiat tânăr, vederea regiunii pubiene feminine este de obicei un mister, iar fetele tinere sunt învățate să-și "păzească" "zona privată" de ochii și mâinile tinerilor "conchistadori". 
În urma unui studiu realizat în Statele Unite ale Americii, de Alfred Kinsey, s-a constatat că 75% dintre participanți au afirmat că nu a existat niciodată nuditate în casă atunci când au crescut, 5% dintre participanți au spus că, în casă, a existat ceva scene de nuditate, iar 17% au spus că a existat dese scene de nuditate. Studiul a descoperit că nu există nicio diferență semnificativă între ceea ce a fost raportat de bărbați și de femei în ceea ce privește frecvența nudității în casă. 
Într-o culegere literară din 1995, Paul Okami a concluzionat că nu există dovezi fiabile din care să reiasă că expunerea la nuditatea parentală să aibă efect negativ.   Însă 3 ani mai târziu, în 1998, echipa sa a terminat un studiu întins pe 18 ani în care a arătat că, dacă există, o astfel de expunere, aceasta are ușoare efecte benefice, în special pentru băieți. 
În Europa de Est și Nord astfel de restricții și opinii cu privire la expunerea publică a părului pubian, deoarece obiceiurile de îmbăiere publică și sauna în nud sunt manifestări comune în aceste zone. Odată cu reintroducerea plajelor și bazinelor publice în Europa de Vest și în zona mediteranean la începutul secolului XX, expunerea părului pubian a ambelor sexe a devenit mai frecventă și mai als după micșorarea  
progresivă a mărimii costumelor de baie feminine și masculine, în special de la intrarea în ăoda și creșterea popularității bikinilor după anii 1940, practica de bărbierit sepilarea cu de ceaa derului ăr pubide pe liniile tivulera a, în vogă. 

### Îndepărtarea
În unele țările din Orientul Mijlociu, îndepărtarea părului de pe corpul masculin și feminin este considerată o măsură de igienă adecvată, susținută și de obiceiurile locale, timp de mai multe secole.  Învățătura musulmană include jurisprudența islamică în materie de igienă în care părul pubian și cel axilar trebuie scos sau bărbierit pentru a fi considerat a fi Sunnit . Tunderea este considerată acceptabilă. 